# Südliche Regnitz und Zinnbach
Das Naturschutzgebiet Südliche Regnitz und Zinnbach liegt auf dem Gebiet der Gemeinde Regnitzlosau im Landkreis Hof in Oberfranken.
Das Gebiet erstreckt sich nördlich und nordöstlich des Kernortes Regnitzlosau entlang der Südlichen Regnitz. Am nordwestlichen Rand verläuft die St 2453, westlich verlaufen die St 2192 und die A 93. Nördlich und am nordöstlichen Rand des Gebietes verläuft die Landesgrenze zu Sachsen, am nordöstlichen Rand und östlich verläuft die Staatsgrenze zu Tschechien, dazwischen liegt ein Dreiländereck.

## Bedeutung
Das 145,41 ha große Gebiet ist seit dem Jahr 2001 unter der Kenn-Nummer NSG-00594.01 als Naturschutzgebiet ausgewiesen. Es handelt sich um naturnahe Gewässerläufe und Talräume mit Auenwiesen, Auwaldresten, Ufersäumen, Hochstaudenfluren, uferbegleitenden Erlen- und Weidenbeständen sowie feuchten, flussbegleitenden Wiesen.